# Olavo III da Noruega

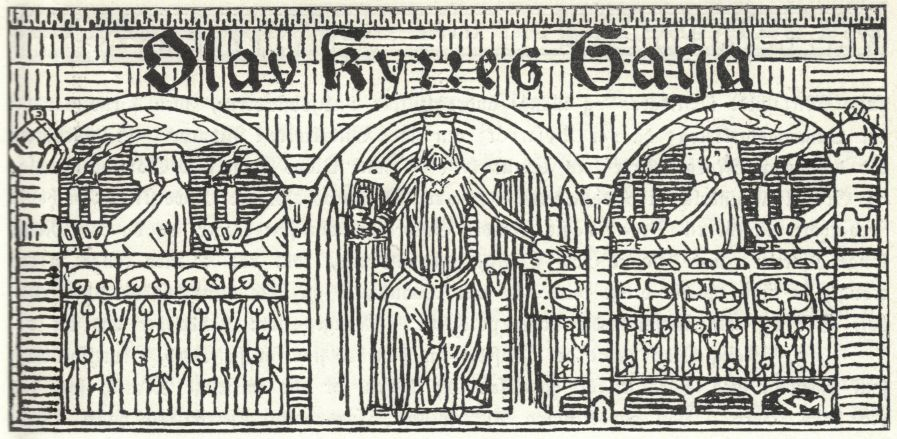
Ilustração da Saga de Olavo, o Pacífico

Olavo III da Noruega (conhecido na Noruega como Olav Kyrre, lit. Olavo, o Pacífico, em nórdico antigo: Óláfr Kyrri; ou Olavo, filho de Haroldo, em nórdico antigo: Óláfr Haraldsson; 1050 — 1093), foi rei da Noruega de 1066 a 1093. Era filho de Haroldo III da Noruega (Harald Hardråde) e de Isabel de Quieve. Ele se casou com Ingrid da Suécia, mas eles não tiveram filhos.
Todavia, teve um filho de seu relacionamento com Thorn Jonsdatter:
- Magno III da Noruega

Depois da derrota e morte de seu pai na batalha de Stamford Bridge em 25 de Setembro de 1066, ele voltou à Noruega com a frota inglesa e governou juntamente com seu irmão, Magno II (Magnus 2 Haraldsson) e depois sozinho.
Seu reino, quando tinha 30 anos, era muito mais pacífico que o de seu pai. Isso lhe deu o apelido de o Pacífico. Ele favoreceu o comércio e fundou Bergen. Ele morreu em 22 de setembro de 1093 e está sepultado em Trondheim.